# Маніяк-поліцейський
Маніяк поліцейський (англ. Maniac Cop) — американський фільм жахів 1988 року, знятий режисером Вільямом Лустігом.

## Сюжет
Людей на вулицях Нью-Йорка вбиває невідомий, одягнений у форму офіцера поліції. Число загиблих зростає і мерія намагається приховати інформацію. Детектив Френк Макрей очолює розслідування. Молодий поліцейський, Джек Форрест, виявляється під арештом як головний підозрюваний, ставши жертвою обставин, які зробив справжній вбивця. Форрест, його подруга Тереза, і Макрей намагаються вирішити загадку, перш ніж маніяк поліцейський завдасть нового удару.

## У ролях
| Актор               | Роль                        |
| ------------------- | --------------------------- |
| Том Аткінс          | Френк Макрей                |
| Брюс Кемпбелл       | Джек Форрест                |
| Лорен Лендон        | Тереза Меллорі              |
| Річард Раундтрі     | комісар Пайк                |
| Вільям Сміт         | капітан Ріплі               |
| Роберт З'Дар        | Метт Корделл                |
| Шері Норт           | Саллі Ноланд                |
| Ніна Арвесен        | Регіна Шеперд               |
| Нік Барбаро         | член міської ради           |
| Лу Бонакі           | детектив Лавджой            |
| Беррі Бреннер       | коронер                     |
| Вікторія Кетлін     | Еллен Форрест               |
| Джім Діксон         | Кленсі                      |
| Корі Майкл Юбенкс   | Бреммер                     |
| Джілл Гетсбі        | Кессі Філліпс               |
| Роккі Джордані      | Фаулер                      |
| Джон Ф. Гофф        | адвокат Джека               |
| Вільям Дж. Горман   | черговий сержант            |
| Джон Грін           | сержант                     |
| Тедді М. Хаггарті   | тюремний охоронець          |
| Ден Гікс            | командир загону             |
| Ерік Голланд        | Доктор Грубер               |
| Денніс Джант        | помічник командира          |
| Марсія Карр         | Ненсі                       |
| Джуді Керр          | покоївка мотелю             |
| Джейк ЛаМотта       | детектив                    |
| Джуді Левітт        | жінка в автомобілі          |
| Джейсон Лустіг      | командир                    |
| Вільям Лустіг       | менеджер мотелю             |
| Вік Манні           | охоронець у в'язниці        |
| Тіто Нуньес         | Чіко                        |
| Даніель Ортіс       | Рамос                       |
| Луіс Пасторе        | Джон                        |
| Френк Пеше          | сторож                      |
| Берні Пок           | Сем                         |
| Ед Полгарді         | чоловік в барі 1            |
| Сем Реймі           | репортер на параді          |
| Карла Рейнольдс     | офіцер поліції              |
| Джеффресон Річард   | свідок                      |
| Адель Спаркс        | медсестра                   |
| Том Тейлор          | чоловік в барі 2            |
| Інгрід Ван Дорн     | офіціантка                  |
| Люк Волтер          | музикант                    |
| Патрік Райт         | тюремний охоронець          |
| Ніколас Йі          | патрульний                  |
| Лі Арнон            | Білявка                     |
| Ней К. Дорсі        | молодий чорношкірий хлопець |
| Джордж «Бак» Флауер | старий                      |
| Білл Валдрон        | молодий білий чоловік       |
| Альма Вашінгтон     | чорна жінка                 |
| Рон Холмстром       | завгосп                     |
| Чарльз Кроугвелл    | ув'язнений                  |

## Спадщина

### Сіквели
Фільм отримав два продовження — «Маніяк поліцейський 2» (1990) та «Маніяк поліцейський 3» (1993).

### Римейк
У серпні 2017 року з'явилася інформація, що римейк фільму знаходиться у розробці. У листопаді 2018 року стало відомо, що римейк все ще у розробці.

### Серіал
У жовтні 2019 року Deadline повідомив, що HBO спільно з Canal+ знімуть серіал «Маніяк-поліцейський», виконавчим продюсером якого стане Ніколас Віндінґ Рефн